# Bréau-et-Salagosse
Bréau-et-Salagosse är en kommun i departementet Gard i regionen Occitanien i södra Frankrike. Kommunen ligger i kantonen Le Vigan som tillhör arrondissementet Le Vigan. År 2018 hade Bréau-et-Salagosse 458 invånare.

## Befolkningsutveckling
Antalet invånare i kommunen Bréau-et-Salagosse
Referens:INSEE